# Argidia suprema
Argidia suprema là một loài bướm đêm trong họ Noctuidae.